# Plane Song
Plane Song is een nummer van de Belgische alternatieve rockband Absynthe Minded uit 2007. Het is de eerste single van hun derde studioalbum There Is Nothing.
"Plane Song" gaat over het gevoel van ontsnappen – zowel fysiek als mentaal – aan een plek of een situatie waarin je je niet (meer) thuisvoelt. Het nummer werd bescheiden succesje in Belgë, met een 15e positie in de Tipparade.

## Tracklijst
- Cd-single

1. "Plane Song" - 4:12